# Ородруин
Оро́друин (синд. Orodruin), А́мон А́март (синд. Amon Amarth, Роковая гора) — в легендариуме Джона Роналда Руэла Толкина вулкан в Мордоре. Лишь в его жерле можно уничтожить Кольцо Всевластия.
Д. Р. Р. Толкин описывает Ородруин как вулкан высотой 4500 футов (1400 метров) с диаметром подножия семь миль (11 километров), находящийся на плато Горгорот в Мордоре. Его название переводится с синдарина как «Гора алого пламени». Альтернативные названия — синдаринское «Роковая гора» (Амон Амарт) и Огненная гора на всеобщем языке. Именно во пламени Ородруина Саурон выковал Кольцо Всевластья, и к этой горе шло Братство, чтобы бросить кольцо обратно в жерло вулкана.
Согласно гипотезе, высказанной на страницах фэнзина Niekas, прообразом Ородруина стал вулкан Стромболи у берегов Сицилии. Название могло быть позаимствовано у Алджернона Блэквуда. Рецензент Барт Хиггинс отметил сходство между Ородруином и вулканическими пещерами на Венере, изображенными в романе «Переландра» другом Толкиена Клайвом Льюисом: «В обоих случаях разворачивается борьба в пещере, заканчивающаяся тем, что злое существо падает в вулканический огонь и сгорает. Поскольку хорошо известно, что Толкин и Льюис часто показывали друг другу свои незавершённые работы, разумно предположить, что сходство не является случайным».
Международный астрономический союз называет все горы на спутнике Сатурна Титане в честь гор в книгах Толкина. В 2012 году он дал одной из этих гор название Дум («Роковая»). В честь Ородруина названы метал-группы Amon Amarth (Швеция) и Orodruin (США).